# 166
166 (CLXVI) var ett normalår som började en tisdag i den julianska kalendern.

## Händelser

### Okänt datum
- Dakien invaderas av barbarer.
- Längs Donaugränsen uppstår konflikt mellan Romarriket och den germanska stammen markomannerna.
- Marcus Aurelius utnämner sina söner till Caesar, medan han och Verus reser till Germanien.
- Ett romerskt sändebud, utstänt av kejsar Marcus Aurelius, anländer via havet till södra Kina. Han reser till den kinesiska huvudstaden Luoyang och hälsas av kejsar Han Huandi av Handynastin.
- Kriget mellan Romerska riket och Parterriket tar slut. Parterna lämnar Armenien och östra Mesopotamien, varvid båda blir romerska protektorat.
- En pest, Antoniuspesten, (möjligen smittkoppor), kommer österifrån och sprider sig genom Romarriket samt varar i omkring 20 år.
- Langobarderna invaderar Pannonien, men slås snabbt tillbaka av den romerska hären.
- Sedan Anicetus har avlidit väljs Soter till påve (detta eller nästa år).
- Laurentius efterträds som patriark av Konstantinopel av Alypius.
- Kung Chogo tar över tronen i det koreanska kungariket Baekje.

## Avlidna
- 16, 17 eller 20 april – Anicetus, påve sedan 154, 155 eller 157 (död detta eller nästa år; möjligen död något av dessa datum)
- Gaeru, kung av det koreanska kungariket Baekje